# Gancourt-Saint-Étienne
Gancourt-Saint-Étienne település Franciaországban, Seine-Maritime megyében. Lakosainak száma 226 fő (2022. január 1.). Gancourt-Saint-Étienne Bazancourt, Saint-Quentin-des-Prés, Villers-Vermont, Cuy-Saint-Fiacre, Dampierre-en-Bray, Doudeauville és Molagnies községekkel határos.

## Népesség
A település népességének változása:
| Lakosok száma | 230  | 228  | 237  | 228  | 229  | 230  | 226  | 225  | 226  |
|               | 2013 | 2015 | 2016 | 2017 | 2018 | 2019 | 2020 | 2021 | 2022 |